# Страдув (Свентокшиське воєводство)
Страдув (пол. Stradów) — село в Польщі, у гміні Чарноцин Казімерського повіту Свентокшиського воєводства.
Населення — 146 осіб (2011).
У 1975-1998 роках село належало до Келецького воєводства.

## Демографія
Демографічна структура на день 31 березня 2011 року:
|          | Загалом | Допрацездатний вік | Працездатний вік | Постпрацездатний вік |
| -------- | ------- | ------------------ | ---------------- | -------------------- |
| Чоловіки | 72      | 8                  | 50               | 14                   |
| Жінки    | 74      | 18                 | 38               | 18                   |
| Разом    | 146     | 26                 | 88               | 32                   |